# Filodrillia pergradata
Filodrillia pergradata is een slakkensoort uit de familie van de Borsoniidae. De wetenschappelijke naam van de soort is voor het eerst geldig gepubliceerd in 1947 door Cotton.